# 太行1941年冬季战役
太行1941年冬季战役，中国亦称太行1941年冬季反“扫荡”，是中国抗日战争中中日双方发生的战役。

## 黄崖洞保卫战
1941年11月11日至19日，八路军总部特务团为了保卫黄崖洞兵工厂，而进行了一场阵地防御战。1941年11月11日，日军井关36师团和元山第四混战旅等九个大队共5000余人的兵力，陆空联合，从长治、潞城、黎城方向和武乡、辽县方向合力进攻黄崖洞。八路军特务团1500人激战八昼夜，以伤亡140余人的代价，消灭日军700余人，是八路军最成功的一场保卫战，创造了八路军以少胜多的历史。
11月21日，八路军乘胜追击收复了黎城。
八路军总部授予特务团以"黄崖洞保卫战英雄团"的称号。